# Bufo pewzowi
Bufo pewzowi és una espècie d'amfibi que viu a la Xina, el Kazakhstan, Mongòlia, Uzbekistan, Kirguizstan i, possiblement també, a l'Afganistan i Tadjikistan.
Està amenaçada d'extinció per la pèrdua del seu hàbitat natural.